# Christian Zwingmann (Architekt)

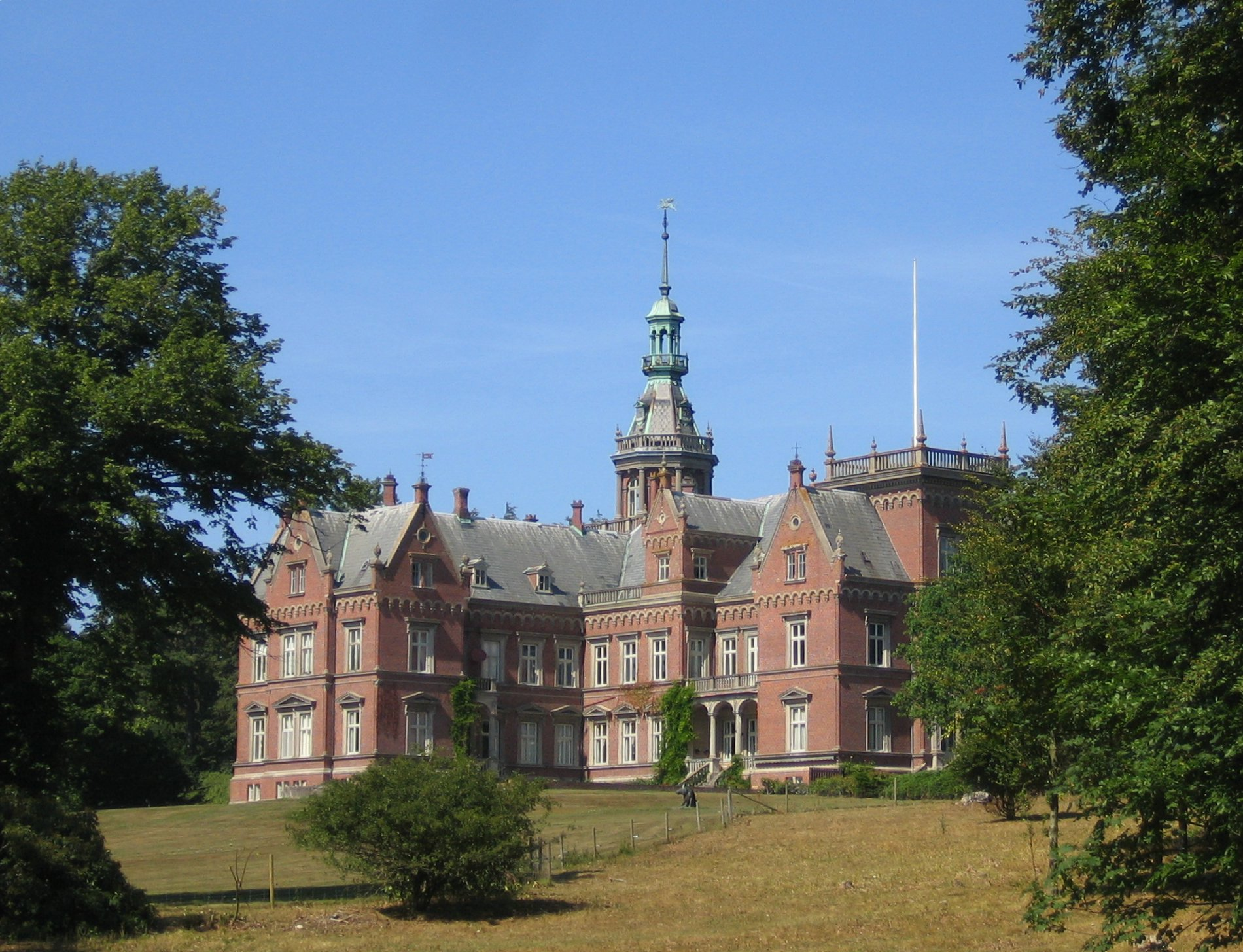
Herrensitz Kulla-Gunnarstorp

Christian Zwingmann (* 27. Mai 1827 in Riga; † 4. Mai 1891 in Kopenhagen) war ein Architekt des Eklektizismus.

## Leben und Bauten
Johan Christian Ferdinand Zwingmann wurde im Jahr 1855 mit einer Silbermedaille an der Bauschule der Akademie ausgezeichnet. Er zeichnete bei Niels Sigfred Nebelong und Gottlieb Bindesbøll. Unter Ferdinand Meldahl war er Bauführer beim Wiederaufbau des Schlosses Frederiksborg. Zwingmann bereiste unter anderem um 1870 Italien. In späteren Jahren wurde er geisteskrank.
Auf Christian Zwingmann gehen der Herrensitz Kulla-Gunnarstorp aus den Jahren 1865 bis 1868, die 1866 gebaute Apotheke in Hørsholm, die 1867 vollendete Kirche in Marsvinsholm und das 1875 errichtete Hauptgebäude auf Strödam bei Hillerød zurück. Er war außerdem 1862 an der Restauration des Schlosses Karsholm beteiligt.
Zeichnungen Zwingmanns gingen in den Besitz der Akademie in Kopenhagen über.